# Karl-Jürgen Kemmelmeyer
Karl-Jürgen Kemmelmeyer (* 27. Januar 1943 in Augsburg) ist ein deutscher Organist, Dirigent, Musikwissenschaftler, Musikpädagoge, Autor und emeritierter Hochschullehrer.

## Leben

### Studium
Kemmelmeyer legte 1962 das Abitur am Wittekind-Gymnasium Lübbecke ab. Anschließend studierte er bis 1971 an der Nordwestdeutschen Musikakademie Detmold „Musik im Lehramt an Höheren Schulen“, Kirchenmusik (A) und Komposition bei Rudolf Kelterborn (Theorie, Komposition), Hans-Martin Theopold (Klavier), Helmut Tramnitz und Eberhard Popp (Orgel), Martin Stephani und Alexander Wagner (Dirigieren), Karl Heinrich Wörner (Musikwissenschaft) und Walter Reindell (Liturgik). Von 1965 bis 1973 studierte er an der Universität Münster Musikwissenschaft bei Werner Korte, Maria-Elisabeth Brockhoff, Anglistik bei Edgar Mertner, Bernhard Fabian, Pädagogik bei Heinrich Döpp-Vorwald, Philosophie bei Friedrich Kaulbach und Werner Beierwaltes. 1967 war er in den USA deutscher Ambassador des Experiment in International Living in Little Rock. Studien zur Orgelbaugeschichte erfolgten in der Orgelforschungsstelle bei Rudolf Reuter und zur Strukturwissenschaft bei Werner Korte. Sein Studium schloss er mit dem 1. und 2. Staatsexamen für das Lehramt an Gymnasien mit den Fächern Musik und Englisch ab, ebenso mit der Kirchenmusik-A-Prüfung und mit der Künstlerischen Reifeprüfung in Orgel. Die Promotion zum Dr. phil. in Musikwissenschaft erfolgte 1973 bei Werner Korte mit einer Dissertation zur strukturwissenschaftlichen Darstellung der gedruckten Orgelwerke Olivier Messiaens. Seine Referendarzeit mit Abschluss 2. Staatsexamen leistete er von 1968 bis 1970 an Gymnasien in Warendorf und Münster.

### Künstlerisches Wirken
Kemmelmeyer wirkte von 1960 bis 1976 als Konzertorganist. Er gab Orgelkonzerte in Europa und den USA, verbunden mit Schallplatten- und Funkaufnahmen in Deutschland und in der Schweiz. In seinen Konzerten widmete er sich besonders der Interpretation der Werke von Reubke, Messiaen, Duruflé, und Poulenc.
Von 1965 bis 1976 leitete er das Studentische Kammerorchester an der Universität Münster, das er zu einem Sinfonieorchester ausbaute und das mit dem in England durch BBC-Aufnahmen bekannten Lutterworth Grammar School Choir für gemeinsame Konzerte in Mittelengland (zum Beispiel in der Coventry Cathedral) und in Deutschland kooperierte.
Zu seinen künstlerischen Arbeiten zählen auch Elektronische Kompositionen für Ausstellungen (1990) und Produktionen als Mixer und Producer in den Bereichen Jazz und Pop sowie Notendrucke.

### Lehrtätigkeit
Im Jahr 1970 wurde Kemmelmeyer wissenschaftlicher Assistent von Rektor Helmuth Hopf an der Pädagogischen Hochschule Westfalen-Lippe. Von 1972 bis 1978 forschte und unterrichtete er als Akademischer Rat, später als Oberrat zusammen mit dem Musikpsychologen Werner Probst und der Scheiblauer-Rhythmikerin Brigitte Steinmann an der Pädagogischen Hochschule Ruhr in Dortmund, die damals in der Abteilung Heilpädagogik einen neuen Studiengang „Musik in der Rehabilitation Behinderter“ gegründet hatte. Seine Schwerpunkte waren dabei „Musik in der Rehabilitation Körperbehinderter“ und „Kompensatorische Musikdidaktik zur Integration Behinderter“.
1978 erhielt er den Ruf auf die Universitäts-Professur „Musikpädagogik und neue Medien“ an der Hochschule für Musik und Theater Hannover. wo er bis zu seiner Emeritierung im Jahr 2011 lehrte. Dort war er periodisch Leiter aller Lehramtsstudiengänge mit dem Fach Musik: Er gründete zusammen mit Christoph Hempel bereits 1984 das computergestützte MIDI-Tonstudio, war im gleichen Jahr Mitinitiator für den grundständigen Jazz-/Rock-Pop-Studiengang und später Mitinitiator zum Aufbau eines Instituts zur Früh-Förderung musikalisch Hochbegabter. 1993 bis 2006 war er Gründungsdirektor des ersten interdisziplinären Instituts für musikpädagogische Forschung in Deutschland, das er zusammen mit Franz Amrhein (Musik in der Sonderpädagogik) und Klaus-Ernst Behne (Musikpsychologie) konzipiert hatte, das erstmals auch eine Assistentenstelle für den wissenschaftlichen Nachwuchs in Musikpädagogik anbot und eigene Publikationsreihen aufbaute.
Neben zusätzlichen Seminaren und Fortbildungskursen an Musikhochschulen und Universitäten in Deutschland zur Musikproduktion, zur Musik in der Rehabilitation Behinderter und zur Musiktherapie war er 2004 Gastprofessor an der Escuela Nacional de Musica der Nationalen Autonomen Universität von Mexiko, 2011 an der Perm State Pedagogical University in Perm/Russland und 2013 bis 2014 Gastprofessor im Modul „Kulturmanagement“ an der Universität Kiel.
Von 1993 bis 2007 hatte er den Juryvorsitz des Kompositionspreises des Göttinger Sinfonie Orchesters, 2005–2012 den stellvertretenden Jury-Vorsitz des Praetorius Musikpreises Niedersachsen inne, den er konzipiert hatte und der in mehreren Kategorien vom Land Niedersachsen bis 2012 vergeben wurde.

### Tätigkeit beim Rundfunk
Kemmelmeyers Interesse galt ebenfalls dem Rundfunk, besonders dem Hörfunk, den er als „Bildungsmedium in unterhaltsamer Form“ verstand. Zusammen mit Friederike C. Raderer schrieb er daher von 1979 bis 1982 für die Jugendsendung Zickzack des Programms Ö3 Wien Sendungstexte. Er moderierte 1987/1988 beim NDR Radio Niedersachsen unter dem Pseudonym „Georg Harnisch“ über 70 Sendungen der sonntäglichen Evergreen. Von 1994 bis 2014 gehörte er dem Hörfunkrat des Deutschlandradios an und gestaltete als stellvertretender Vorsitzender des Programmausschusses die Entwicklung dieser neugegründeten Rundfunkanstalt mit. Von 1993 bis 2014 war er stellvertretender Vorsitzender im Rundfunkarbeitskreis der Konferenz der Landesmusikräte. Kultursender holten ihn bei kulturpolitischen Themen mehrfach als Interviewpartner.

### Wirken als Autor
Kemmelmeyer ist Autor und Herausgeber von zahlreichen Aufsätzen und Fachpublikationen. Darunter sind 1984–2012 zusammen mit Rudolf Nykrin und anderen des Unterrichtswerks Spielpläne Musik (Klett) sowie mehrerer Publikationen des Instituts für musikpädagogische Forschung. Seit seiner Emeritierung 2011 publiziert er vorwiegend über seine Website.

### Tätigkeit in Verbänden
Kemmelmeyer arbeitete in zahlreichen musikpädagogischen Fachverbänden mit: 1976–1992 im Bundesvorstand des Arbeitskreises für Schulmusik, 1974–1980 in der Gesellschaft für Musikpädagogik als Leiter der Sektion „Musik in der Behindertenpädagogik und Therapie“ und 1981–1993 als Hochschulbeauftragter im Vorstand des Verbandes deutscher Schulmusiker Landesbereich Niedersachsen.
Weiterhin war er in mehreren Studien- und Musikkommissionen des Landes Niedersachsen tätig, beriet den Landtag und Ministerien und nahm zahlreiche Ehrenämter bei Verbänden in der Musikkultur wahr, so zum Beispiel beim Deutschen Musikrat. 1990–1995 war er Mitglied der Fachkommission „Musikpädagogische Forschung“ des Deutschen Musikrats. Von 2000 bis 2013 gehörte er dessen Präsidium an und leitete von 2007 bis 2014 den gesellschaftsanalytischen Bundesfachausschuss „Musik und Gesellschaft“. Er wirkte in weiteren Bundesfachausschüssen mit, um unter anderem zusammen mit Dieter Gorny und Udo Dahmen die Existenz der Jazz-, Rock- und Pop-Szene in Deutschland durch staatliche Förderung von Band-Start-Ups zu sichern. Daraus entstand die Initiative Musik gGmbH.
Von 1993 bis 2011 war Kemmelmeyer Präsident des Landesmusikrats Niedersachsen. Von 1994 bis 2011 gehörte er als dessen Präsident dem Kuratorium des Tags der Niedersachsen und dem Niedersachsenring für das bürgerschaftliche Engagement beim Niedersächsischen Ministerpräsidenten an. Kemmelmeyer war außerdem von 2009 bis 2011 Vorsitzender der Gesellschaftsversammlung und des Aufsichtsrates der Landesmusikakademie Niedersachsen in Wolfenbüttel. In seine Amtszeit fallen beispielgebende Bildungsmaßnahmen: u. a. die Einrichtung von Musikpädagogischen Werkstätten zur Weiterqualifizierung von Neigungslehrerinnen und -lehrern im Fach Musik, der Aufbau von Kontaktstellen Musik für Kooperationen von Musikvereinen, Kirchenmusik, Musikschule und Schulen in der regionalen Musikkultur Niedersachsens und – zusammen mit Franz Riemer – die Kampagne Hauptsache Musik als Brückenschlag zwischen Schule und Institutionen der Musikkultur.

## Wissenschaftliche Schwerpunkte
Im Studium in Münster galt sein Interesse neben Ästhetik, Erkenntnistheorie und Linguistik besonders dem Strukturalismus und der Entwicklung einer Methode zur Überwindung der Grenzen der Formenlehre, um ein möglichst präzises Abbild, das Simulacrum der individuellen kompositorischen Arbeit in einem Musikwerk, zu gewinnen, mit dem individuelle Werkmodelle oder Strukturen der Materialanordnung sichtbar werden konnten. Das demonstrierte er an den gedruckten Orgelwerken Olivier Messiaens.
Ab ca. 1970 wandelte sich die Pädagogik der Behinderten vom geisteswissenschaftlich heilpädagogischen Ansatz hin zur wissenschaftlich begründeten, behindertenspezifischen Sonderpädagogik, die nun medizinische Grundlagen und besonders entwicklungspsychologische, lernpsychologische und soziologische Forschungen für eine bessere Integration der Behinderten bereitstellen wollte. Zur Musik in der Rehabilitation Behinderter war damals kaum etwas bekannt. Daher entwickelte er zusammen mit Werner Probst (Musikpädagoge) in Dortmund die Theorie der Pädagogischen Musiktherapie, ein Einsatz der Musik als therapeutisches Medium in pädagogischen Handlungsfeldern. Nach Forschungen zum Lernen und zur Intelligenzentwicklung Körperbehinderter konzipierte er eine lerntheoretisch orientierte Musikdidaktik bei Körperbehinderten und – ebenfalls zusammen mit Werner Probst – das Modell der Bedingungsketten zur Beschreibung der Ursachen und der Therapie von Verhaltensauffälligkeiten. Erkenntnisse der sogenannten „Dortmunder Schule der Musik in der Sonderpädagogik“, publiziert in der Reihe „Dortmunder Beiträge zur Musik in der Sonderpädagogik“ (DBMSp Bosse), beeinflussten die Musiktherapie in Deutschland in ihrer Gründungsphase. 1979–1982 war ihm die Leitung der wissenschaftlichen Begleitung des Modellversuchs „Instrumentalspiel mit Behinderten und von Behinderung Bedrohten – Kooperation zwischen Musikschule und Schule“ (Gesamtleitung W. Probst) anvertraut, den der Verband deutscher Musikschulen initiiert hatte.
Bereits 1976 hatte er zusammen mit dem Arrangeur Rolf Wehmeier u. a. das Handbuch „Der Schlager“ (Bosse) publiziert, das erstmals die Produktionsabläufe, das Marketing und das Arrangieren populärer Musik systematisiert und aus Insidersicht vorstellte. Mit der Berufung nach Hannover und seinen Aufgaben in der Musiklehrerausbildung entwickelte er als Autor und Herausgeber im Verbund mit Fachkollegen an Schulen und Hochschulen, besonders in Kooperation mit Rudolf Nykrin (Orff-Institut Salzburg) lernpsychologisch basierte Unterrichtsmaterialien für das Fach Musik an Gymnasien, die als Unterrichtswerk Spielpläne Musik (Klett-Verlag) für die Klassenstufen 5–13 weite Verbreitung, auch im Ausland, fanden. In den Jahren 1984 bis 2012 entstanden u. a. 27 Schülerbücher und 23 Lehrerbände; Übersetzungen erfolgten teilweise in die spanische und in die sorbische Sprache. Ziel der Konzeption des Unterrichtswerkes war es, die wissenschaftlichen Grundlagen einer kulturerschließenden Fachdidaktik Musik unter Nutzung der neuen Medien in anwendungsbezogener Form zu präsentieren, um Lehrerinnen und Lehrern die Vorbereitung des Unterrichts zu erleichtern.
Da das Institut für musikpädagogische Forschung auch historiografisch Themen der Musikpädagogik und der Entwicklung des Musiklebens und der Musikpolitik in Deutschland ab 1750 bearbeitete, knüpfte er an Publikationen von Wilfried Gruhn (Freiburg) an, um die Geschichtsschreibung der Musikpädagogik ab 1945 fortzuführen.
2023 erhielt er vom Europäischen Patentamt das Patent für ein „Mehrzweck-Hochleistungshörgerät mit einem mobilen Endgerät, insbesondere Smartphone“, das das Patentamt mit Höchstpunktzahl in den Sparten „Innovation“ und „Gewerbliche Anwendbarkeit“ bewertet hatte. Die Erfindung entstand aus seinen bis dahin unveröffentlichten Forschungen zur cerebralen Verarbeitung auditiver Wahrnehmungen, zur Schallreflexion des Außenohrs und zu Frequenzen der Phoneme der Sprache.
Nach seiner Emeritierung 2011 widmete er sich historischen Themen zu Michael Praetorius und zu Kunstgegenständen der Stadt Lübbecke in Zusammenarbeit mit dem Stadtarchiv Lübbecke. Im eigenen Studio spielte und produzierte er Orgelaufnahmen, deren Klangbild er als „Rekonstruktion historischer Interpretation“ bezeichnete, um den Aufnahmen ein höheres Maß an Authentizität zu verleihen. Es ist eine neuartige Verbindung aus musikwissenschaftlicher Forschung, Oral History, Organologie, Sampling-Technologie und simulierter Raumakustik.

## Ehrungen
- 1992: Ehrenmitgliedschaft Arbeitskreis für Schulmusik
- 2007: Verdienstkreuz 1. Klasse des Niedersächsischen Verdienstordens
- 2008: Ehrenmitgliedschaft Niedersächsische Chorverband
- 2011: Ehrenmitgliedschaft Konferenz der Landesmusikräte im Deutschen Musikrat
- 2015: Ehrenmitgliedschaft der Mitgliederversammlung des Deutschen Musikrats
- 2011: Ehrenpräsident oder Ehrenvorsitzender Landesmusikrat Niedersachsen,
- 2021: Ehrenpräsident oder Ehrenvorsitzender Verband Deutscher Schulmusiker Niedersachsen
- 2024: Verdienstkreuz 1. Klasse des Verdienstordens der Bundesrepublik Deutschland[2]

## Veröffentlichungen (Auswahl)
Als Autor
- Die gedruckten Orgelwerke Olivier Messiaens bis zum „Verset pour la fête de la dédicace“. Eine strukturwissenschaftliche Darstellung. Band I: Textteil, Band II: Tabellenteil. Bosse, Regensburg 1974.
- mit Rolf Wehmeier: Der Schlager. Handbuch für Unterricht und Praxis. Bosse, Regensburg 1976, ISBN 3-7649-2126-9.
- mit Werner Probst: Quellentexte zur Pädagogischen Musiktherapie. Zur Genese eines Faches. Bosse, Regensburg 1981.
- mit Hedwig Finke-Knüwer, Jens Wienhues: Musik im Krankenhaus. Grundlagen, Ziele, Materialien für Unterricht und Therapie in der Schule für Kranke. Ein Beitrag zur Humanisierung des Krankenhausaufenthaltes. Bosse, Regensburg 1982.
- Zur Situation musikpädagogischer Forschung in Deutschland. In: Karl-Jürgen Kemmelmeyer, Kai Martin (Hrsg.): Expertenrundgespräch zur Kooperation musikpädagogischer Forschung in Deutschland. Abschlussbericht. Institut für musikpädagogische Forschung (= IfMpF-Forschungsbericht, 16). Hannover 2004, ISBN 3-931852-15-6, S. 58–63.
- Zur Geschichte der St.-Andreas-Kirche Lübbecke und ihrer Orgeln. Hrsg.: Orgelbauverein Lübbecke e. V. in Zusammenarbeit mit der Kirchengemeinde St. Andreas und dem Stadtarchiv Lübbecke. Wub-Druck, Rahden 2018, online
- Kultur erschließen. Anregungen für die Musikpädagogik. Schott Music, Mainz 2021, ISBN 978-3-95983-630-2.
- Reden zur Musikkultur. Musikpolitik, Persönlichkeiten, Problemfelder, Geschichte. Eine Auswahl von Texten aus den Jahren 1998–2018. Verlag: Institut für musikpädagogische Forschung, Hannover 2021, ISBN 978-3-931852-89-4.

Als Herausgeber
- mit Werner Probst: Quellentexte zur Pädagogischen Musiktherapie. Zur Genese eines Faches. Bosse, Regensburg 1981, ISBN 3-7649-1350-9.
- mit Rudolf Nykrin et al.: Unterrichtswerk Spielpläne Musik. Für die Klassenstufen 5-13. Klett, Stuttgart/Leipzig 1984–2012. 27 Schülerbücher, 23 Lehrerbände, 13 Begleithefte, 20 Kassetten, 98 CDs, 7 CD-ROM
- mit Martin Peter: Materialien zur Entwicklung einer Mediendidaktik des Hörfunks für den Musikunterricht. Institut für musikpädagogische Forschung, Hannover 2001, ISBN 3-931852-23-7
- mit Karl Ermert, Christian Höppner, Markus Lüdke: Musik und Verantwortung. Perspektiven der Musikpolitik in Deutschland (= Wolfenbütteler Akademie-Texte, Bd. 41). Konferenzschrift. Bundesakademie für Kulturelle Bildung, Wolfenbüttel 2009, ISBN 978-3-929622-41-6.

## Diskografie
- Julius Reubke: Psalm 94, Sonate c-Moll für Orgel / Ralph Vaughan Williams: Fantasia über ein Thema von Thomas Tallis. Mit Karl-Jürgen Kemmelmeyer an der Beckerath-Orgel der Altstädter Nicolaikirche Bielefeld, Studentisches Kammerorchester Münster, Dirigent: Karl-Jürgen Kemmelmeyer. Trefiton HS 1034; 1974.
- French Organ Music of the 18th-20th Centuries. Reconstructed Historic Interpretations. Mit Karl-Jürgen Kemmelmeyer, Orgel. Pierre du Mage: Livre d’orgue; César Franck: Choral a-Moll, Marcel Dupré: Symphonie-Passion III „Crucifixion“, Olivier Messiaen: Le Banquet Céleste. Fagott-Orgelverlag, Friedrichshafen, Nr. F-3911-8, 2017.
- History Live – Virtuoso Organ Music from four Centuries. Historical interpretations, restored recordings from 1967–1976. Karl-Jürgen Kemmelmeyer, Orgel. Werke von Johann Sebastian Bach, Alessandro Scarlatti, Wolfgang Amadeus Mozart, Julius Reubke, Maurice Duruflé, Olivier Messiaen. Fagott-Orgelverlag, Friedrichshafen, Nr. F-3912-2; 2020.